# Médaille présidentielle de la Liberté
La médaille présidentielle de la Liberté (en anglais, Presidential Medal of Freedom) est une décoration décernée par le président des États-Unis et est, avec la médaille d'or du Congrès (Congressional Gold Medal) accordée par un acte du Congrès, la plus haute décoration civile des États-Unis. Elle est décernée à des personnes, américaines ou non, qui ont fourni « une contribution particulièrement méritoire pour la sécurité ou les intérêts nationaux des États-Unis, un monde de paix, ou des efforts remarquables dans le domaine culturel ou autres, public ou privé. »

## Distinction
Créée en 1963 par le président John F. Kennedy par l'ordre exécutif 11 085 (signé le 22 février 1963), elle remplace la médaille de la Liberté (Medal of Freedom) instituée en 1945 par le président Harry Truman. 
La médaille est décernée annuellement, le 4 juillet, jour de la fête nationale américaine, ou à une date proche et à d'autres moments, choisie à la discrétion du président américain. Les récipiendaires sont choisis par le président, de sa propre initiative ou sur recommandation. 
Marian Anderson et Ralph Bunche ont reçu les premières médailles de la liberté des mains du président John F. Kennedy le 4 juillet 1963 
La médaille peut être accordée plus d'une fois à une même personne (par exemple, John Kenneth Galbraith et Colin Powell) ou l'être à titre posthume (par exemple Roberto Clemente, Rachel Carson, John F. Kennedy, Luis A. Ferré et Harvey Milk).